# Dmitriy Yaroshenko
Pour les articles homonymes, voir Iarochenko.
Dmitri Vladimirovitch Iarochenko (en russe : Дмитрий Владимирович Ярошенко), né le 4 novembre 1976 à Makarov, dans l'oblast de Sakhaline, est un biathlète russe, deux fois champion du monde de relais. 

## Carrière
Après des débuts internationaux effectués en 1999, il commence à avoir des résultats à partir de 2004, où il est médaillé d'argent à l'individuel aux Championnats d'Europe. 
En 2005-2006, il remporte trois courses dans la Coupe d'Europe et son classement général.
Durant l'hiver 2006/2007, il atteint pour la première fois le podium en Coupe du monde (2e du sprint à Östersund) et termine la saison avec le gain du classement final de la poursuite, grâce à deux autres podiums dans la discipline à Hochfilzen et Oberhof. Lors de l'édition suivante de la Coupe du monde, il enregistre son unique victoire en carrière lors du sprint d'Hochfilzen et son meilleur classement général final avec la deuxième place derrière Ole Einar Bjørndalen. Durant ces deux ans, il aussi gagné trois médailles mondiales dont deux titres sur les relais. 
Cependant, Yaroshenko, qui a subi un contrôle antidopage positif à l'EPO durant les courses d'Östersund en décembre 2008 comme ses coéquipières Albina Akhatova et Ekaterina Iourieva est suspendu deux ans rétroactivement par l'IBU. 
Il fait son retour en 2011, mais n'obtient pas de résultats significatifs. En mars 2013, il annonce la fin de sa carrière de biathlète.
Il s'est marié avec un autre biathlète russe Marina Yaroshenko.

## Palmarès

### Championnats du monde
| Épreuve / Édition                | Individuel | Sprint | Poursuite | Départ en masse | Relais               | Relais mixte              |
| Mondiaux 2007 Antholz-Anterselva | -          | 27e    | 8e        | -               | Médaille d'or, monde | 9e                        |
| Mondiaux 2008 Östersund          | 11e        | 10e    | 4e        | 6e              | Médaille d'or, monde | Médaille de bronze, monde |

Légende :

 : médaille d'or

 : médaille de bronze

 : épreuve inexistante

- : n'a pas participé à l'épreuve

### Coupe du monde
- Meilleur classement général : 2e en 2008.
- Vainqueur du petit globe de cristal de la poursuite en 2007.
- 10 podiums individuels : 1 victoire, 7 deuxièmes places et 2 troisièmes places.
- 11 podiums en relais[4] :
  - 10 podiums en relais masculin : 5 victoires et 5 deuxièmes places.
  - 1 podium en relais mixte.

#### Classements en Coupe du monde
| Année     | Classement général final | Sprint | Poursuite | Individuel | Mass start |
| 2004-2005 | 82e                      | -      | 62e       | -          | -          |
| 2005-2006 | 60e                      | 50e    | 54e       | -          | -          |
| 2006-2007 | 5e                       | 11e    | 1er       | 5e         | 21e        |
| 2007-2008 | 2e                       | 2e     | 2e        | 28e        | 3e         |

### Championnats d'Europe
- Médaille d'or du relais en 2005.
- Médaille d'argent de l'individuel en 2004.

### Championnats du monde de biathlon d'été
- Médaille d'or du sprint, de la poursuite et du relais mixte en 2011.